# Tibtenga (Kalsaka)
Pour les articles homonymes, voir Tibtenga.
Tibtenga, également appelé Tabtenga, est une commune rurale située dans le département de Kalsaka de la province du Yatenga dans la région Nord au Burkina Faso.

## Santé et éducation
Le centre de soins le plus proche de Tibtenga est le centre de santé et de promotion sociale (CSPS) de Kalsaka tandis que le centre médical avec antenne chirurgicale (CMA) de la province se trouve à Séguénéga.
Tibtenga possède une école primaire construite en paille de 1997 à 2003 avec trois classes.